# 雉子牟田明子
雉子牟田 明子（きじむた あきこ、現姓：中島、1968年5月1日 - ）は、神奈川県海老名市出身の元女子プロテニス選手。桜美林大学卒業。妹の雉子牟田直子も元プロテニス選手である。シングルス自己最高ランキングは49位。旭硝子に所属した。

## 来歴
日本では比較的珍しい早熟選手で、中学3年生（15歳）だった1983年に全日本テニス選手権の女子シングルスで「15歳4か月」の史上最年少優勝記録を樹立した。翌1984年にプロ入りし、当時の日本女子テニスの先駆者であった井上悦子の後を追いながら世界挑戦を始めた。1984年のロサンゼルス五輪の「公開競技」にも16歳で出場した。これはテニスがオリンピック種目として正式に復活する前、「21歳以下」の選手を対象に行われた試合だったが、この時の女子シングルス優勝者は当時15歳のシュテフィ・グラフ（旧西ドイツ）であった。
1984年から1992年まで、女子国別対抗戦・フェドカップ（当時の名称は「フェデレーション・カップ」）の日本代表として活躍した。とりわけ1989年のフェデレーション・カップは東京・有明コロシアムが会場だったが、そこで雉子牟田は1回戦のスウェーデン戦で当年度のウィンブルドンベスト4、カタリナ・リンドクイストを破った。2回戦の西ドイツ戦で、当時の世界ランキング1位であったシュテフィ・グラフに挑戦し、世界66位の挑戦者として大健闘を見せた。1990年の「北京アジア大会」で個人シングルス優勝・団体優勝の2冠を獲得した。
1992年の全仏オープン女子シングルスで、雉子牟田は4回戦で第1シードのモニカ・セレシュに食らいついたが、1-6, 6-3, 4-6 で惜敗した。この時は伊達公子がグランドスラム大会で初めてシード選手に選ばれ（第14シード）、彼女もアランチャ・サンチェス・ビカリオとの4回戦まで進出したため、日本女子選手が2人ベスト16入りするという日本テニス界にとって大きな前進となる大会となった。雉子牟田本人にとっては、これが国際舞台での最後の活躍となった。
1994年に現役を引退し、現在はジュニア選手の指導に携わっている。

## 出演

### テレビ番組
- 600 こちら情報部（NHK総合、1981年10月） - 「ビッグ情報」というコーナーに中継で出演[1]。弟（雉子牟田剛）・妹（雉子牟田直子）も同コーナーのインタビューに出演している[1]。

### CM
- 旭硝子（1987年、企業広告「創立80周年」）